# کاستییخو د ربلدو
کاستییخو د ربلدو (به اسپانیایی: Castillejo de Robledo) یک دهستان در اسپانیا است که در سریا واقع شده‌است.

## خصوصیات
کاستییخو د ربلدو ۵۳ کیلومترمربع مساحت و ۱۶۱ نفر جمعیت دارد.

## نگارخانه

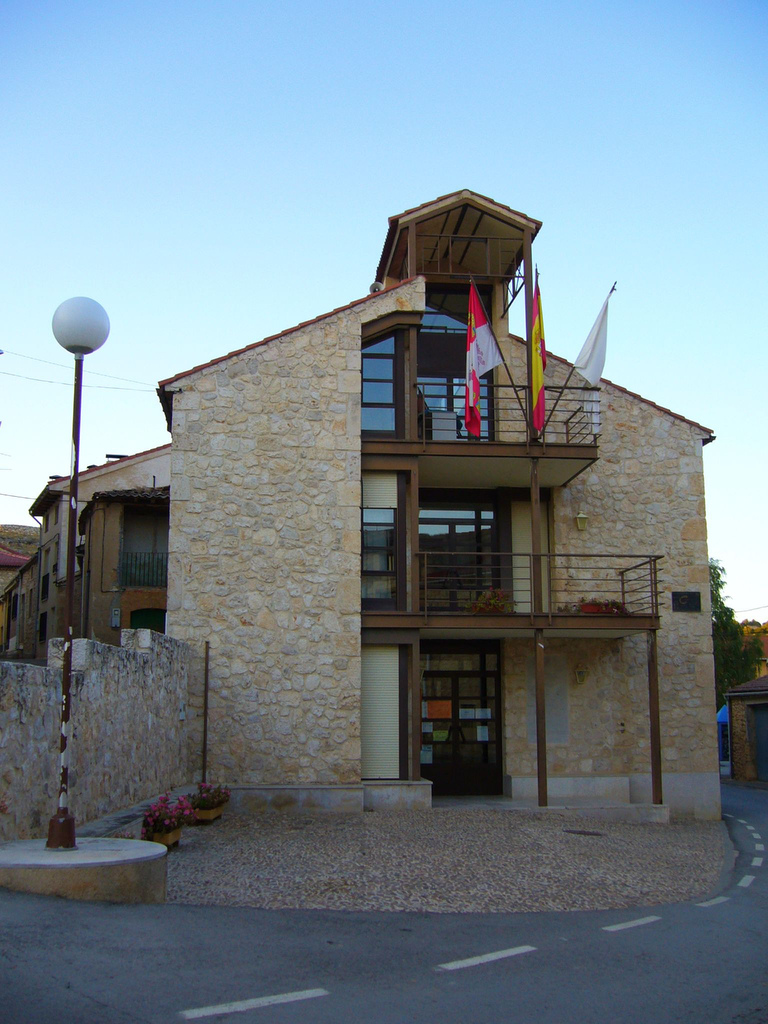
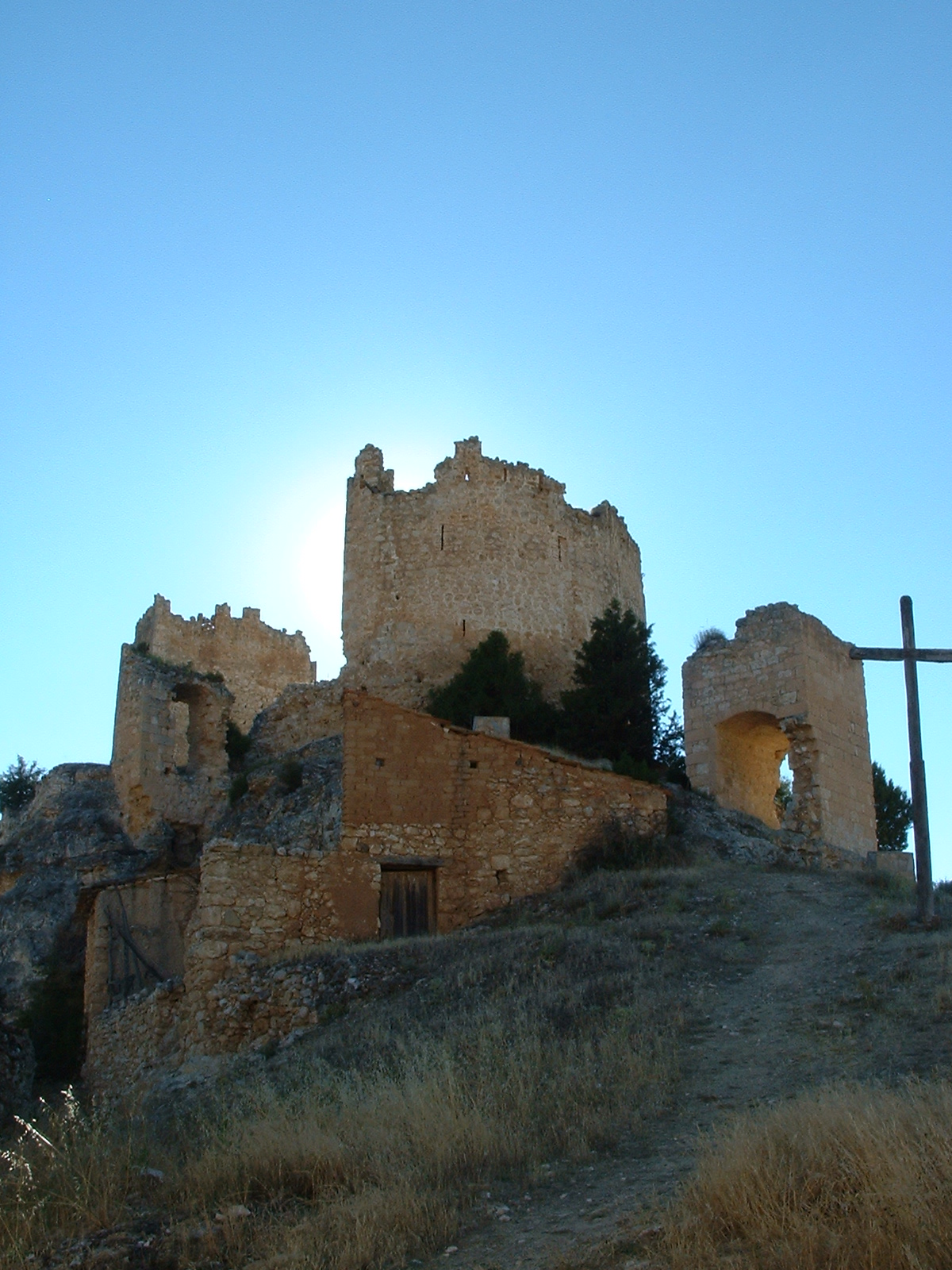
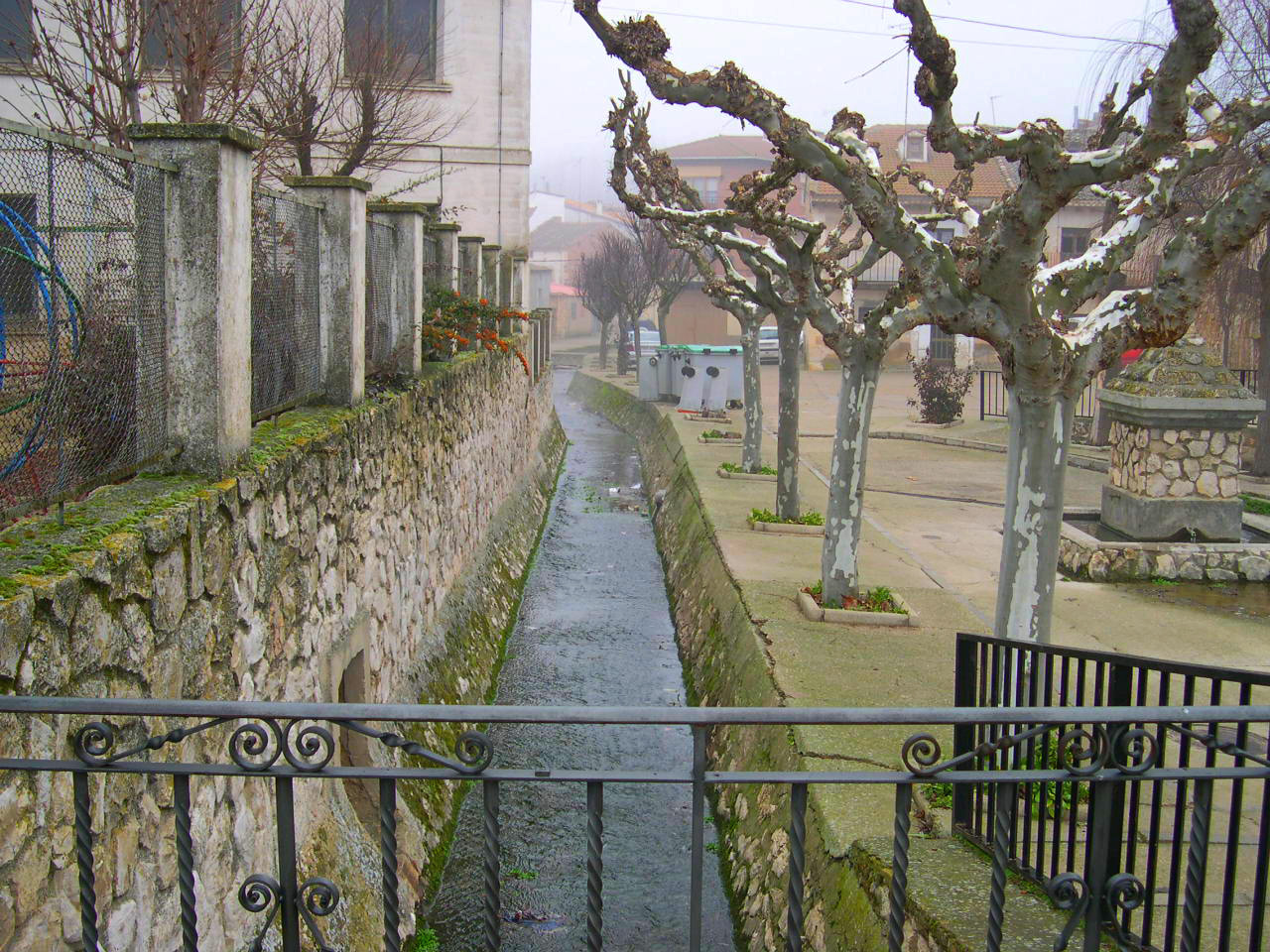
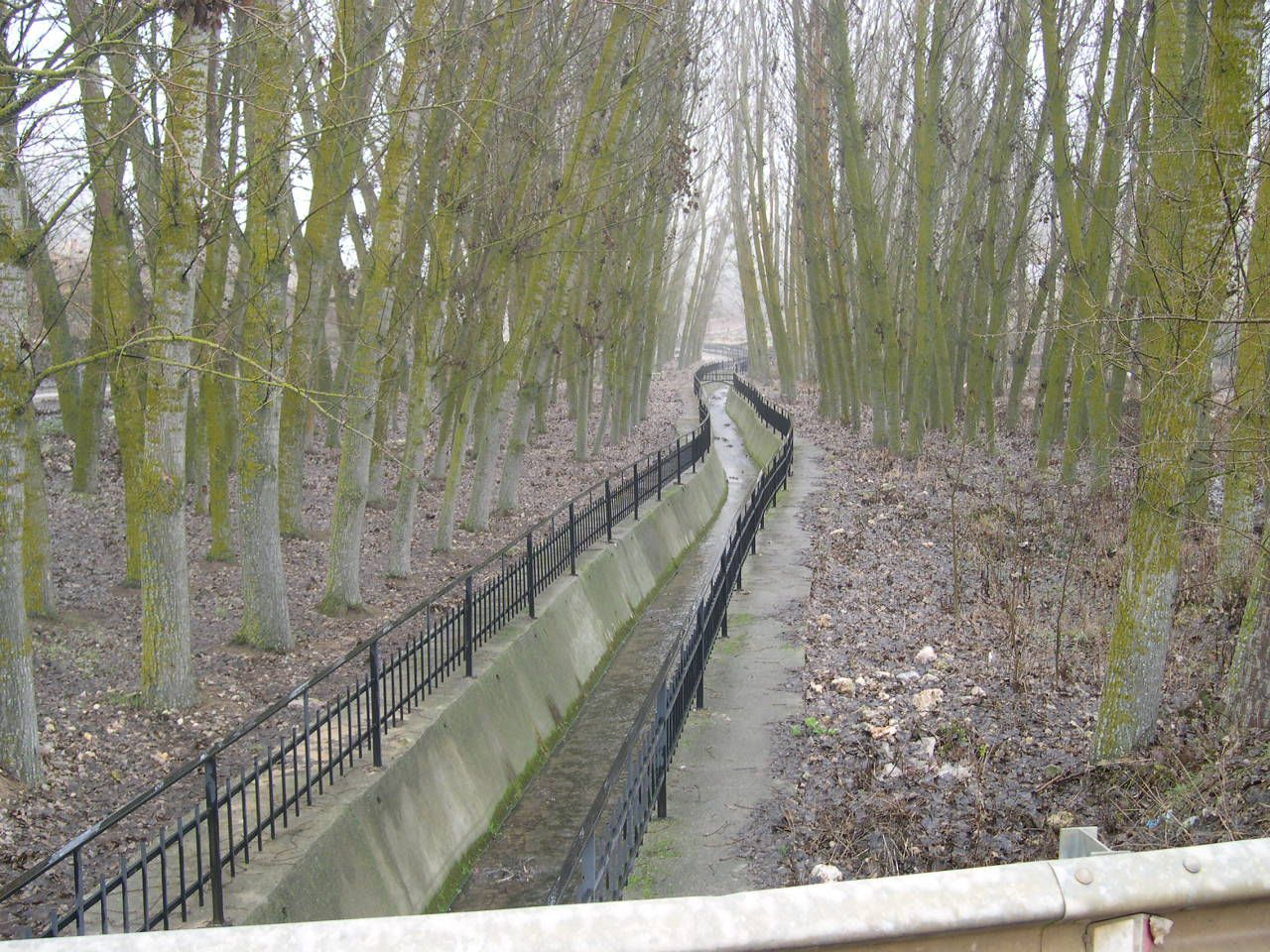